# Ministerio de Economía (El Salvador)
El Ministerio de Economía de El Salvador es la entidad gubernamental encargada de la gestión y el desarrollo de la economía en el país. Su misión es "marcar la ruta hacia el crecimiento para convertir a El Salvador en un economía próspera, dinámica, moderna, solidaria e inclusiva que mejore la calidad de vida de la población"
En términos sencillos, el Ministerio de Economía se encarga de impulsar el desarrollo económico del país. Sus funciones incluyen promover políticas para fomentar la inversión, mejorar la competitividad empresarial, y facilitar el comercio tanto nacional como internacional. Además, trabaja en temas relacionados con la regulación de mercados, la promoción de la innovación y el emprendimiento, y la elaboración de estrategias para el crecimiento económico. Por otro lado, un Ministerio de Hacienda se enfoca más en la gestión de las finanzas públicas.

## Historia

### 1.º Período Institucional, finales delsigloXIX– 1950
Aunque el ministerio fue establecido en 1950, antes de esa fecha las actividades económicas del país eran responsabilidad de varias instituciones. Se puede retroceder hasta finales del siglo XIX para observar la administración de los recursos económicos del país. En 1875, se registraba un flujo activo de exportaciones e importaciones, generando ingresos fiscales y un mercado dinámico. El extinto Ministerio de Hacienda y Guerra, antecesor directo del actual Ministerio de Economía, se encargaba de administrar y controlar estos movimientos, también actuando como mediador en la asignación de presupuestos para las instituciones estatales.
Además, al revisar los Diarios Oficiales, se observa que la búsqueda y firma de tratados de libre comercio no era responsabilidad del Ministerio de Hacienda y Guerra en esa época, sino del Ministerio de Relaciones Exteriores. En la actualidad, el Ministerio de Economía desempeña un papel fundamental en las políticas exteriores relacionadas con la economía.
En la década de 1940, específicamente en 1947, se dispone de información detallada sobre la gestión económica a través de un documento titulado "Gestión Desarrollada en Economía" de ese año. Este informe fue elaborado por una entidad conocida como la "Cartera de Economía" de la época. La memoria de labores, presentada y expuesta en la Asamblea Legislativa en ese mismo año, resalta no solo la importancia de la información contenida en el documento, sino también la relevancia del órgano que lo generó.
Hasta antes de 1950, una de las responsabilidades del ministerio también incluía la elaboración, asignación, administración y control del presupuesto que proporcionaría financiamiento a la nación. Este presupuesto, como cualquier documento contable, implicaba estudios y justificaciones detalladas de cada colón que entraba y salía del fondo asignado. En 1947, el Ministerio ya desempeñaba un papel crucial en la recaudación rigurosa de impuestos de diversos sectores productivos, tanto industriales como comerciales, en el país. Además, como mencionado previamente, el ministerio tenía la responsabilidad de distribuir los fondos hacia otras instituciones públicas.

### 2.º Período Institucional, 1950 – 2003
El Ministerio de Economía fue establecido mediante el Decreto n.º 517 del Consejo de Gobierno Revolucionario de la República de El Salvador, publicado en el Diario Oficial n.º 49, tomo 178, el 1° de marzo de 1950. Antes de la creación de este Ministerio, muchas de las actividades relacionadas con el desarrollo económico y la asignación de fondos para las operaciones estatales y gran parte del sector burocrático estaban a cargo de Hacienda Pública. Con la instauración del Ministerio de Economía, este asume un papel fundamental, encargándose de todas las funciones relacionadas con el desarrollo de proyectos, planes e iniciativas económicas a nivel nacional e internacional.
Después de la promulgación del Decreto 517, las responsabilidades en áreas como administración económica, hacienda, crédito público, industrias y comercio se reorganizaron, dividiéndose entre el Ministerio de Hacienda y el recién creado Ministerio de Economía. Tras esta separación, el Ministerio de Economía (MINEC) asumió la tarea de desarrollar planes económicos en beneficio del Estado, los diversos sectores económicos y la población en general. Desde la década de 1950, se ha buscado diversificar la industria en el país, coincidiendo con la consolidación del Ministerio, que facilitaría la implementación de proyectos con ese propósito.
Entre las atribuciones conferidas al recién creado Ministerio de Economía, se incluyen:
- Elaboración, orientación y planificación de políticas económicas estatales.
- Promoción y facilitación del ahorro de capital, así como estímulo para la formación y establecimiento de nuevos comercios.
- Autorización y supervisión de la creación de bancas y casas de préstamo para impulsar la inyección y flujo de capital mediante préstamos y financiamientos.
- Colaboración con otros ministerios, incluyendo el de Ganadería y Hacienda, para diversificar las actividades económicas en el sector rural y promover una adecuada recaudación fiscal, respectivamente.
- Estímulo a la creación de cámaras de comercio e industria para fomentar el establecimiento de casas comerciales y pequeñas industrias, nacionales e internacionales, ya sean mixtas o públicas, dedicadas a funciones específicas, como la construcción de viviendas populares y el tendido eléctrico.

Entre 1955 y 1956, el Ministerio propuso la creación del Instituto Regulador de Abastecimientos con el objetivo de organizar y administrar de manera más eficiente los productos de la canasta básica y proporcionar capital semilla a los productores agrícolas en todo el país.
Además de la creación de instituciones, el Ministerio promovió leyes destinadas a generar nuevas formas de impulsar la economía. Destaca la Ley de Fomento de Industrias de Transformación, que permitió expandir el sector industrial y diversificar la productividad a nivel nacional. También se estableció la Inspección General de Servicios Eléctricos e Inspección de Bancos y Sociedades Mercantiles, con el propósito de controlar la producción eléctrica de las presas y la distribución del servicio eléctrico a nivel nacional, así como supervisar la banca y las casas de préstamo para evitar abusos que pudieran afectar la economía personal de los usuarios.
En cuanto a las relaciones internacionales, el Ministerio desempeñó un papel activo. Se llevaron a cabo tratados comerciales con Holanda y Dinamarca, buscando incentivar la inversión de ambos países en el mercado salvadoreño y promover el consumo de productos locales. Además, se establecieron contratos a nivel centroamericano, especialmente con Honduras y Costa Rica, en temas de tratados de libre comercio y circulación de mercancías.
El Ministerio de Economía desempeña un papel integral en el desarrollo económico de El Salvador. En 1956, ante la disminución de los precios del café, la institución realizó estudios para comprender las causas y propuso la participación del país en convenios comerciales para posicionar el café salvadoreño en nuevos mercados. Además, impulsó la industrialización para diversificar la economía y reducir la dependencia del café.
El Ministerio también asume la administración de estadísticas y censos, controlando la productividad, importaciones y exportaciones, y supervisando la relación entre bancos y casas de crédito y los usuarios para prevenir anomalías. Se encarga de fomentar la inscripción de nuevas empresas y promover áreas específicas de la industria.
En su década inicial, el Ministerio se centró en mejorar las condiciones laborales, crear ambientes de trabajo óptimos y establecer salarios justos. Con el aumento de responsabilidades, colaboró estrechamente con el Ministerio de Hacienda para gestionar las tributaciones y responder al crecimiento de la industria y la agricultura.
La diversificación del sector industrial se evidencia en leyes y decretos relacionados con actividades emergentes, como turismo, productos lácteos, pesca y producción eléctrica. El Ministerio también promovió la integración internacional, participando en convenios comerciales y reuniones con representantes cafetaleros de otros países exportadores.

#### Ley del Ministerio de Comercio Exterior y su posterior formación, 1979 – 1989
En virtud del Decreto n.º 68 de la Junta Revolucionaria de Gobierno, fechado el 20 de diciembre de 1979, se estableció la Ley que dio origen al Ministerio de Comercio Exterior, cuya publicación se registró en el Diario Oficial n.º 5 Tomo 266 el 8 de enero de 1980. La creación de este ministerio buscaba estimular las relaciones económicas de El Salvador tanto a nivel regional como internacional, facilitando la apertura del mercado nacional para promover un intercambio fluido de exportaciones e importaciones. Se esperaba que esta dinámica generara un crecimiento económico positivo, atrayendo inversiones significativas en diversos sectores de la sociedad y del ámbito público.
Sin embargo, a pesar de las expectativas iniciales, el Ministerio de Comercio Exterior fue derogado mediante el Decreto Legislativo n.º 295, emitido el 28 de julio de 1989 y publicado en el Diario Oficial n.º 140 Tomo n.º 304 en la misma fecha. Con esta derogación, todas las atribuciones y responsabilidades asociadas al Ministerio de Comercio Exterior fueron transferidas al Ministerio de Economía.

#### Decreto Ejecutivo de Creación del Viceministerio de Comercio e Industria, 1995
El Viceministerio de Comercio e Industria fue establecido mediante el Decreto n.º 47, emitido el 1° de junio de 1995, y su publicación se registró en el Diario Oficial n.º 100 Tomo 327 en la misma fecha mencionada. Este viceministerio tiene como objetivos principales el fortalecimiento, facilitación, coordinación, promoción y regulación de las políticas gubernamentales en el ámbito de comercio e industria a nivel nacional.

### 3.º Período Institucional, 2003 – 2019
Mediante el Acuerdo n.º 138 del 6 de febrero de 2019, publicado en el Diario Oficial n.º 38 Tomo n.º 422 el 25 de febrero de 2019, se establecieron la Estructura Orgánica, Atribuciones y Mecanismos de Coordinación del Ministerio de Economía. Este acuerdo determinó todas las disposiciones necesarias para lograr un cumplimiento eficaz y eficiente de las responsabilidades encomendadas legalmente, siguiendo las aplicaciones de cada marco legal correspondiente en la tramitación de procesos técnicos, operativos y administrativos.

#### Derogación de Acuerdo de Creación de Viceministerio de Comercio e Industria, noviembre de 2019
A través del Decreto Ejecutivo n.º 33 del 6 de noviembre de 2019, publicado en el Diario Oficial n.º 211 Tomo n.º 425 del 8 de noviembre del 2019, se derogó el Decreto Ejecutivo n.º 47 de fecha 1° de junio de 1995, que legalizaba la creación del Viceministerio de Comercio e Industria. Este nuevo decreto determinó que, debido a la reorganización del Órgano Ejecutivo, la existencia del Viceministerio de Comercio e Industria no se consideraba necesaria. En consecuencia, se emitió este decreto para derogar el anterior y proporcionar seguridad jurídica sobre la conformación del Ministerio de Economía, en línea con el Nuevo Plan General de Gobierno.
distintas a las que tenía al momento de su fundación o los años posteriores. Consultando el Reglamento Interno del Ministerio, publicado con fecha de 27 de mayo del 202018, es posible determinar las nuevas obligaciones:
- Fomentar la creación de nuevas fuentes de trabajo.
- Regular y vigilar el transporte y distribución de los productos derivados del petróleo a nivel nacional.
- Verificar el cumplimiento del subsidio al gas licuado entre los hogares que lo ameriten.

Además de las novedades antes dichas, garantizar el ambiente libre de violencia de género contra la mujer y promover el espacio para que personas con discapacidades físicas puedan desempeñar algún trabajo, dentro de la institución, también forman parte de los nuevos retos que afrontan las instituciones, todo sea por el mejor rendimiento posible en materia del cumplimiento de las actividades encomendadas correspondientes.

## Funciones atribuidas
El Ministerio de Economía posee las siguientes atribuciones:
- Dirigir el desarrollo y cumplimiento de las funciones generales asignadas al Ministerio, y para el caso, ejercer jurisdicción en todas las unidades y dependencias orgánicas del mismo; así como en la Representación Permanente del MINEC ante la OMC y OMPI, ubicada en Ginebra, Suiza.
- Velar por el estricto cumplimiento de las leyes, la probidad administrativa y la correcta inversión de los fondos públicos en los negocios confiados a su cargo.
- Dirigir el Sistema de Planificación Estratégico y Seguimiento del Plan Quinquenal y Anual del MINEC.
- Impulsar el Proceso de Calidad en la Gestión Pública.
- Impulsar la inversión nacional y extranjera.

### Constitución de la República
En su Artículo 101, establece que “el orden económico debe responder esencialmente a los principios de justicia social, que tiendan a asegurar a todos los habitantes una existencia digna del ser humano”.
“El Estado promoverá el desarrollo económico y social mediante el incremento de la producción, la productividad y la racional utilización de los recursos. Con igual finalidad, fomentará los diversos sectores de la producción y defenderá el interés de los consumidores”.

### Reglamento Interno del Órgano Ejecutivo (RIOE)
En su artículo 37 otorga al MINEC las siguientes funciones:
1. Fomentar el desarrollo económico y social mediante el aumento de la producción, productividad y uso eficiente de los recursos, garantizando precios justos a productores, comerciantes y consumidores.
2. Analizar y abordar los problemas económicos del país, tomando medidas necesarias para resolverlos.
3. Impulsar la industrialización con énfasis en el crecimiento productivo, eficiencia del proceso y descentralización y diversificación industrial.
4. Coordinar con el Ministerio de Agricultura y Ganadería para aumentar la producción agroindustrial.
5. Estimular el desarrollo y supervisar planes y proyectos mineros y pesqueros mediante incentivos a inversiones eficientes.
6. Generar nuevas fuentes de empleo mediante medidas económicas.
7. Promover el desarrollo del comercio a nivel interno, regional e internacional, facilitando la apertura de mercados para productos nacionales.
8. Asegurar el abastecimiento interno de bienes y servicios y regular suministros y precios según intereses colectivos.
9. Regular y vigilar el depósito, transporte y distribución de productos de petróleo.
10. Supervisar la correcta aplicación del sistema de pesas y medidas.
11. Ejercer vigilancia y fiscalización sobre comerciantes nacionales o extranjeros, autorizar actividades comerciales permanentes de sociedades extranjeras y sancionar infracciones.
12. Otorgar beneficios a empresas y cooperativas industriales, pesqueras y comerciales según los planes de desarrollo.
13. Dirigir la política nacional para la integración económica y social de Centroamérica.
14. Otorgar concesiones para exploración y explotación de minerales, obras de servicio público y servicios públicos.
15. Promover la electrificación del país y planificar el uso eficiente de la energía eléctrica en diversas actividades económicas.
16. Autorizar y supervisar empresas de servicios eléctricos, ya sean estatales, mixtas o privadas.
17. Regular y vigilar aspectos económicos de servicios de transporte terrestre, aéreo, marítimo y fluvial, aprobar tarifas y coordinar actividades, sin perjuicio de atribuciones de Hacienda y Defensa y Seguridad Pública.
18. Mantener y dirigir servicios estadísticos, realizar censos y divulgar resultados.
19. Aprobar tarifas de servicios esenciales y coordinar instituciones autónomas del ramo.
20. Autorizar la creación y funcionamiento de instituciones financieras y empresas emisoras de acciones o títulos de crédito.
21. Promover el ahorro, la inversión y el crédito para impulsar la agricultura, industria y comercio.
22. Estudiar sistemas tributarios y tarifas aplicables a actividades económicas internas, presentando sugerencias a Hacienda.
23. Autorizar a personas propietarias de empresas no domiciliadas para realizar actividades industriales y comerciales de manera ocasional y/o temporal.
24. Cumplir con otras atribuciones establecidas por Ley o Reglamento.

### Reglamento Interno del Ministerio de Economía
El Ministerio, para cumplir con sus objetivos y atribuciones establecidos por las leyes de la República y el Reglamento Interno del Órgano Ejecutivo, se rige por un Régimen Administrativo basado en su Reglamento Interno. Este documento define la estructura organizativa, funciones y disposiciones administrativas del Ministerio. La entidad, subordinada jerárquicamente al Órgano Ejecutivo, tiene responsabilidades clave, como fomentar el aumento de la producción y productividad, promover la diversificación industrial, mejorar la eficiencia del proceso productivo, descentralizar actividades, impulsar el desarrollo del comercio a nivel local, regional e internacional, abrir o expandir mercados para productos nacionales, y analizar los factores determinantes del desarrollo económico y social del país.

## Marco legal y normativo
- Ley de Creación del Ministerio de Economía.
- Ley Orgánica de Servicio Estadístico y sus reformas.
- Ley de Reguladora del Depósito, Transporte y Distribución de Productos de Petróleo y sus reformas.
- Ley de la Superintendencia de Obligaciones Mercantiles y sus reformas.[4]
- Ley General de Asociación de Cooperativas.[5]
- Ley de Zonas Francas Industriales y de Comercialización.[6]
- Ley de Servicios Internacionales y sus reformas.[7]
- Ley de Reintegro a los Derechos Arancelarios a la Importación.[8]
- Ley de Minería.[9]
- Ley de Prohibición de la Minería Metálica.[10][11][12]
- Ley de Inversiones.[13]
- Ley de Marcas y otros Signos Distintivos.[14]
- Ley de Gas Natural.[15]
- Ley del Sistema de Tarjeta de Crédito.[16][17]
- Ley de Fomento de la Producción.[18]
- Ley de Firma Electrónica.[19]
- Ley de Defensa Comercial.[20]
- Convenio de Facilitación de Comercio.[21]
- Ley de Propiedad Intelectual.[22]
- Política de Igualdad y No Discriminación del Ministerio de Economía.
- Política institucional de Gestión Documental y Archivos del MINEC.
- Política Institucional de Gestión Ambiental para el MINEC.

## Estructura orgánica
El Ministerio de Economía está organizado en las siguientes dependencias:

### Direcciones
- Dirección de Administración y Finanzas
- Dirección Nacional de Inversiones
- Dirección General de Energía, Hidrocarburos y Minas[23][24][25]
- Dirección General de Innovación y Competencia
- Dirección General de Comercio Exterior e Inversiones

### Instituciones descentralizadas
- Centro Nacional de Atención y Administración de Subsidios
- Centro Nacional de Registros
- Centro Internacional de Ferias y Convenciones de El Salvador
- Centro Nacional de la Micro y Pequeña Empresa
- Comisión Ejecutiva Hidroeléctrica del Río Lempa
- Consejo Nacional de Calidad
- Consejo Salvadoreño de la Agroindustria Azucarera
- Consejo de Vigilancia de la Profesión de la Contaduría Pública y Auditoria
- Superintendencia General de Electricidad y Comunicaciones
- Superintendencia de Obligaciones Mercantiles
- Superintendencia de Competencia
- Fondo de Inversión en Electricidad y Telefonía
- Corporación Salvadoreña de Inversiones
- Defensoría del Consumidor